# Osage City
Osage City is een plaats (city) in de Amerikaanse staat Kansas, en valt bestuurlijk gezien onder Osage County.

## Demografie
Bij de volkstelling in 2000 werd het aantal inwoners vastgesteld op 3034.
In 2006 is het aantal inwoners door het United States Census Bureau geschat op 2944, een daling van 90 (-3.0%).

## Geografie
Volgens het United States Census Bureau beslaat de plaats een oppervlakte van
9,0 km², waarvan 8,8 km² land en 0,2 km² water. Osage City ligt op ongeveer 331 m boven zeeniveau.

## Plaatsen in de nabije omgeving
De onderstaande figuur toont nabijgelegen plaatsen in een straal van 20 km rond Osage City.